# Anisaspis
Anisaspis là một chi nhện trong họ Paratropididae.